# Helophorus alternans
Helophorus alternans é uma espécie de insetos coleópteros polífagos pertencente à família Hydrophilidae.
A autoridade científica da espécie é Gene, tendo sido descrita no ano de 1836.
Trata-se de uma espécie presente no território português.